# Monod-Kinetik
Die Monod-Kinetik ist ein mathematisches Modell der Theoretischen Biologie, das Vorhersagen zum Wachstum von Mikroorganismen in Abhängigkeit von der Konzentration der Substrate ermöglicht.
Es wurde 1949 von dem französischen Nobelpreisträger Jacques Monod zur Modellierung empirisch gefundener Wachstumskinetiken aufgestellt.

## Monod-Gleichung
Der Gleichung liegen folgende Modellannahmen zugrunde:
Die spezifische Wachstumsgeschwindigkeit (auch spezifische Wachstumsrate) µ von Zellen steht in Zusammenhang mit der Konzentration des limitierenden Substrates S. Sofern keine Inhibierung vorliegt und die Substratkonzentration sehr groß ist (S ≫ KS), wird die maximale Wachstumsgeschwindigkeit µmax erreicht.
Die Sättigungs- oder Affinitätskonstante KS ist die Substratkonzentration, bei der {\displaystyle \mu ={\tfrac {1}{2}}\,\mu _{\text{max}}} beträgt. Je kleiner der Wert von KS ist, umso größer ist die Affinität des Organismus zu dem jeweiligen Substrat.
Die Monod-Gleichung lautet:
{\displaystyle \mu ={\frac {\mu _{\text{max}}[S]}{K_{S}+[S]}}}

Die spezifische Wachstumsgeschwindigkeit µ in Abhängigkeit von der Substratkonzentration S nach dem Monod-Modell

Bei einer Auftragung von µ gegen S erkennt man, dass die Wachstumsrate schon im Bereich von niedrigen Substratkonzentrationen schnell ansteigt. Bei hohen Substratkonzentrationen verändert sich die Wachstumsrate jedoch nur noch sehr geringfügig.
Die für das Wachstum in Kultur wichtigen Größen µmax und KS sind für den jeweiligen Organismus charakteristisch. Bei kleinem Ks braucht der kultivierte Organismus nur geringe Substratmengen, um sein maximales Wachstum µmax zu erreichen. In einer linearisierten Darstellung der Wachstumsgeschwindigkeit gegen die Substratkonzentration (doppelt-reziproke Auftragung ähnlich dem Lineweaver-Burk-Diagramm zur Ermittlung von Enzymkinetiken) können diese beiden Werte graphisch ermitteln werden.
Die Monod-Gleichung ist der Michaelis-Menten-Gleichung sehr ähnlich, da das Zellwachstum von der Geschwindigkeit abhängt, mit der die Enzyme der Organismen Biomasse aufbauen.

## Grenzen des Modells
In dem kinetischen Modell nach Monod wird die spezifische Substrataufnahmegeschwindigkeit nicht betrachtet. Das eigentliche Wachstum ist aber eine Folgereaktion der Substrataufnahme und somit von dieser abhängig. Komplexere Modelle bauen auf dem Modell von Monod auf; sie berücksichtigen zusätzliche Effekte, wie Produkt- oder Substratinhibierungen.
Bei einem Satzbetrieb ist über einen Großteil der Kultivierungszeit S ≫ KS und somit der Term S / (KS + S) gleich 1. Dies entspricht einer Reaktion nullter Ordnung; somit ist das Modell in diesem Bereich kaum sensitiv bezüglich S.